# عرب نيوز
عرب نيوز جريدة يومية سعودية دولية تصدر بالإنجليزية، وتهتم بالشأن السعودي والعربي،  وهي أحد الصحف الأكثر شعبية في السعودية،  وتستهدف بالدرجة الأولى رجال الأعمال والمسؤولين التنفيذيين والدبلوماسيين.
ومنذ نهاية العام 2016، اعتمدت الصحيفة إستراتيجية توسع دولي ورقمي، نتج عنها طبعات إلكترونية في كل من باكستان، واليابان، وطبعة باللغة الفرنسية، إضافة لطبعتها الرئيسية الصادرة في المملكة العربية السعودية.

## التأسيس
تم تأسيس جريدة عرب نيوز في جدة في 20 أبريل عام 1975 م، بواسطة هشام علي حافظ وأخيه محمد علي حافظ، وهي أول جريدة سعودية تصدر باللغة الأنجليزية. وفي 20 إبريل عام 2018 م أعلن رئيس تحرير الصحيفة فيصل ج. عباس عن نقل مقرها الرئيسي إلى الرياض.

## المالك
تعود ملكية الجريدة المجموعة السعودية للأبحاث والتسويق والتي رأس مجلس إدارتها الأمير أحمد بن سلمان بن عبد العزيز آل سعود، وشقيقه الأمير فيصل بن سلمان بن عبد العزيز آل سعود ومن ثم الأمير تركي بن سلمان بن عبد العزيز وحاليا الأمير بدر آل فرحان.

## التوزيع والطبعات الدولية
توزع في دول الخليج العربي والولايات المتحدة الأمريكية وتعتبر أكثر الجرائد الإنجليزية انتشارا وتأثيرا في العالم العربي.
مع تعيين الأستاذ فيصل عباس رئيسا لتحريرها في العام 2016 أخذت الصحيفة اتجاها رقميا ودوليا أكبر، حيث أطلقت 3 طبعات إضافية، أولها كان في العام 2017 طبعة رقمية باكستانية مقرها إسلام آباد ويشرف عليها الأستاذ بكر عطياني مراسل قناة العربية سابقا في جنوب شرق آسيا، وفي أكتوبر من العام 2019 أطلقت عرب نيوز طبعة رقمية يابانية مقرها طوكيو.وفي الرابع عشر من يوليو 2020 وتزامنا مع العيد الوطني الفرنسي أطلقت عرب نيوز نسختها الرقمية الفرنسية، في حفل افتراضي أقيم عبر تطبيق زوم للاتصال المرئي، تحدث فيه كل من رئيس جيبوتي إسماعيل عمر جيلي (ضيف الشرف)، الأستاذ ماجد القصبي وزير الإعلام السعودي المكلف (كلمة ترحيبية)، وسعادة فرانسوا غوييه سفير فرنسا في المملكة العربية السعودية آنذاك الذي دشن الموقع رسميا.

## المكاتب
للصحيفة عدد من المكاتب داخل السعودية وخارجها:
1. الرياض
2. جدة
3. إسلام آباد
4. دبي
5. لندن[5]
6. طوكيو
7. باريس

## رئيس التحرير
رئيس تحريرها الحالي هو الصحافي السعودي الأستاذ فيصل ج. عباس تسلم مهامه في 27 سبتمبر 2016  وقد عين بموجب قرار من رئيس مجلس إدارة المجموعة الأمير بدر آل فرحان وصف فيه عباس بأنه من «أبرز الصحافيين السعوديين ذوي الخبرة في مجال الإعلام الدولي». وقبل انضمامه لعرب نيوز، عمل فيصل عباس رئيسا لتحرير موقع قناة «العربية» الإنجليزي حيث أعاد إطلاقه وأشرف عليه بين عامي 2012 و2016، وقبل ذلك مدونا في «هافينغتون بوست» الأميركي ومحررا لملحق الإعلام في جريدة «الشرق الأوسط» بلندن.
أما رؤوساء التحرير «عرب نيوز» السابقين فهم:
- محمد فهد الحارثي (5 يناير 2013 - 26 سبتمبر 2016)
- عبدالوهاب الفايز (9 أكتوبر 2011 - 4 يناير 2013)
- خالد المعينا (فترة ثانية: 1 مارس 1998 - 8 أكتوبر 2011)
- عبد القادر طاش (2 يونيو 1993 - 28 فبراير 1998)
- فاروق لقمان (25 فبراير 1993 - 1 يونيو 1993)
- خالد المعينا (1 مايو 1982 - 20 فبراير 1993)
- محمد الشيباني (1 أكتوبر 1979 - 30 أبريل 1982)
- محمد علي حافظ (1 أكتوبر 1977 - 1 أكتوبر 1979)
- أحمد محمود (20 أبريل 1975 - 1 أكتوبر 1977)

يذكر أن رئيس التحرير المؤسس كان فعليا الأستاذ جهاد الخازن، الذي انطلق فيما بعد مع نفس المجموعة لتأسيس جريدة «الشرق الأوسط» في لندن عام 1979، إلا أن القوانين في المملكة العربية السعودية لم تسمح في ذلك الوقت بوجود رئيس تحرير غير سعودي فلذلك أوكلت لجهاد الخازن مهمة المدير العام ولأحمد محمود رئاسة التحرير.

## الجوائز والتكريم
- 18 جائزة للتميّز في مسابقة تصميم الصحف النسخة الخامسة والأربعين - الولايات المتحدة الأمريكية.[10]
- تكّريم في مجلس الشيوخ الفرنسي لقاء جهودها في نقل التحولات التي تشهدها السعودية في ظل رؤية 2030 إلى الجمهور الفرنكفوني من خلال نسختها الفرنسية.[11]

## وصلات خارجية
- الموقع الرسمي